# Phytometra aenea
Phytometra aenea là một loài bướm đêm trong họ Erebidae.